# Janusz Muniak Quartet (album)
Janusz Muniak Quartet – album polskiego muzyka jazzowego, saksofonisty Janusza Muniaka, nagrany wraz z prowadzonym przez niego kwartetem 27 października 1986 w Klubie Rotunda w Krakowie podczas XXXI Krakowskich Zaduszek Jazzowych. LP został wydany w 1986 przez wydawnictwo PolJazz.

## Muzycy
- Janusz Muniak – saksofon tenorowy
- Wojciech Puszek – fortepian
- Zbigniew Wegehaupt – kontrabas
- George Buckner – perkusja

## Lista utworów
Strona A
| 1. | "Crazy Girl" (Krzysztof Komeda)              | 9:10  |
|    |                                              |       |
| 2. | "Jazz Taught My Heart to Sing" (McCoy Tyner) | 10:50 |
|    |                                              |       |
|    |                                              | 20:00 |
|    |                                              |       |
Strona B
| 3. | "I'll Remember April" (Gene de Paul, sł. Patricia Johnston, Don Raye) | 9:05  |
|    |                                                                       |       |
| 4. | "Znienacka" (Janusz Muniak)                                           | 10:55 |
|    |                                                                       |       |
|    |                                                                       | 20:00 |
|    |                                                                       |       |

## Informacje uzupełniające
- Inżynier nagrań – Marian Kukuła
- Redaktor – Antoni Krupa
- Projekt okładki – Maciej Buszewicz, Lech Majewski